# Epitoxus kanaari
Epitoxus kanaari är en skalbaggsart som beskrevs av Yélamos 1996. Epitoxus kanaari ingår i släktet Epitoxus och familjen stumpbaggar. Inga underarter finns listade i Catalogue of Life.